# Chrysosoma nobilissimum
Chrysosoma nobilissimum är en tvåvingeart som först beskrevs av Aldrich 1901.  Chrysosoma nobilissimum ingår i släktet Chrysosoma och familjen styltflugor. Inga underarter finns listade i Catalogue of Life.